# Hunt-klass (1916)
Hunt-klassen var en klass av minsvepare som byggdes mellan 1916 och 1919 för Royal Navy. De byggdes i två separata grupper, den tidigare Belvoir-gruppen som konstruerades av Ailsa Shipbuilding Company och den senare (och något större) Aberdare-gruppen som konstruerades av admiralitetet. De byggdes för uppgiften att förstöra minor långt ute till havs. Belvoir-gruppen fick sitt namn efter brittiska rävjakter. De i Aberdare-gruppen var ursprungligen uppkallade efter kuststäder, vattenställen och fiskehamnar, varav en del av dem råkade vara jakter av en slump. Alla döptes dock snart om efter platser i inlandet för att förhindra förvirring till följd av missförstånd av signaler och order.

## Design
Fartygen hade dubbla propellrar och kolpannor med tvångsdrag, dvs. de förbrände pulveriserat kol i en konstgjord luftström. En konsekvens av detta var att de producerade mycket rök, så mycket att de vanligen kallades "Smokey Joes". En annan sak var att om de fick annat bränsle än det walesiska ångkol som de var konstruerade för så var bränsleförbrukningen enorm - ett fartyg var bunkrat med mjukt brunkol från Natal och förbrukade 20 ton på en enda dag.
De hade ett lågt djupgående på 2,4 m. Beväpningen bestod av en QF 102 mm kanon framåt och en QF 76 mm bakåt, plus två dubbla 7,7 mm kulsprutor. Deras minbekämpningsutrustning bestod av Oropesa-floaters för att skära av kablarna till förtöjda minor.

## Tjänstgöring
Sex fartyg färdigställdes som forskningsfartyg, och majoriteten av Aberdare-gruppen kom för sent för att kunna användas under första världskriget. Trettiofem fartyg avbröts efter vapenstilleståndet. Under mellankrigstiden såldes åtta fartyg, ett till Siam, ett konverterades till ett reserv-borrfartyg och 52 skrotades. Majoriteten av de återstående fartygen tillbringade perioden 1919-1939 i reserv runt om i världen, där Malta och Singapore hade de flesta av dem, så att det vid andra världskrigets utbrott fortfarande fanns 27 tillgängliga för tjänstgöring, till vilka ytterligare två tillkom genom rekvirering från handelstjänst.
Den femte minröjningsflottiljen, som bestod av Pangourne, Ross, Lydd, Kellet och Albury samt Gossamer och Leda från den nyare Halcyon-klassen, seglade från North Shields till Harwich sent 26 maj 1940 och nådde Harwich nästan 24 timmar senare. Efter att ha tankat seglade flottiljen mot Dunkerque på eftermiddagen 28 maj och var utanför stranden omkring klockan 21.30 samma dag. Minst två fartyg från flottiljen (Ross och Lydd) var avdelade för att hämta trupper från hamnen. Enbart Ross tog ombord 353 män och en hund denna första natt. Flottiljens fartyg gjorde ytterligare tre resor till Dunkerque under de följande dagarna och arbetade praktiskt taget dygnet runt och återvände till Margate för sista gången från Dunkerque lördagen 1 juni 1940. Sutton var också närvarande vid Dunkerque.
Fem fartyg gick förlorade under kriget, och ytterligare ett fartyg, Widnes, strandsattes i Suda Bay på Kreta i maj 1941 efter att ha bombats av tyska flygplan. Tyskarna bärgade och reparerade skrovet och satte henne i tjänst som 12.V4. I oktober 1943 sänktes hon, nu känd som Uj.2109, av jagarna HMS Eclipse, HMS Faulknor och den grekiska jagaren Vasilissa Olga.

## Skepp i klassen

### Belvoir-gruppen
Tjugo fartyg beställdes 1916:
- Belvoir – byggd av Ailsa Shipbuilding Company, Troon, sjösatt den 8 mars 1917. Såldes för att brytas upp i juli 1922.
- Bicester – byggd av Ailsa, sjösatt den 8 juni 1917. Såld för uppbrytning den 8 januari 1923.
- Blackmorevale – byggd av Ardrossan Dry Dock Company, Ardrossan, sjösatt den 23 mars 1917. Sänkt av en mina utanför Montrose den 1 maj 1918.
- Cattistock – byggd av Clyde Shipbuilding Company, Port Glasgow, sjösatt den 21 februari 1917. Såld för uppbrytning den 22 februari 1923.
- Cotswold – byggdes av Bow, McLachlan and Company, Paisley, och sjösattes den 28 november 1916. Såld för uppbrytning den 18 januari 1923.
- Cottesmore – byggd av Bow, McLachlan, sjösatt den 9 februari 1917. Såld för uppbrytning den 18 januari 1923.
- Croome – byggd av Clyde Shipbuilding, sjösatt den 22 maj 1917. Såldes för uppbrytning i juli 1922.
- Dartmoor – byggdes av Dunlop Bremner & Company, Port Glasgow, och sjösattes den 30 mars 1917. Såld för uppbrytning den 21 februari 1923.
- Garth – byggd av Dunlop Bremner, sjösatt den 9 maj 1917. Såldes för uppbrytning den 21 februari 1923.
- Hambledon – byggdes av Fleming & Ferguson, Paisley, och sjösattes den 9 mars 1917. Såldes för uppbrytning i juli 1922.
- Heythrop – byggdes av Fleming & Ferguson och sjösattes den 4 juni 1917. Såldes för att brytas upp i juli 1922.
- Holderness – byggdes av D. & W. Henderson and Company, Glasgow, och sjösattes den 9 november 1916. Såldes för att brytas upp i augusti 1924.
- Meynell – byggd av Henderson, sjösatt den 7 februari 1917. Såld för uppbrytning den 4 november 1922.
- Muskerry – byggdes av Lobnitz and Company, Renfrew, och sjösattes den 28 november 1916. Såld för uppbrytning den 22 januari 1923.
- Oakley – byggd av Lobnitz, sjösatt den 10 januari 1917. Såldes för uppbrytning den 18 januari 1923.
- Pytchley – byggdes av Napier and Miller, Old Kilpatrick, sjösattes den 24 mars 1917. Såldes för att brytas upp i juli 1922.
- Quorn – byggd av Napier and Miller, sjösatt den 4 juni 1917. Såldes för uppbrytning den 18 september 1922.
- Southdown – byggdes av William Simons and Company, Renfrew, och sjösattes den 7 juli 1917. Såld för uppbrytning den 16 december 1926.
- Tedworth – byggd av Simons, sjösatt den 20 juni 1917. Blev ett dykarfartyg i augusti 1923. Såldes för att brytas upp i november 1946.
- Zetland – byggd av Murdoch and Murray, Port Glasgow, sjösatt 1917. Såldes för uppbrytning den 18 januari 1923.

### Aberdare-gruppen
Mellan 1916 och november 1918 beställdes 129 fartyg, varav 34 senare avbeställdes (av dessa hade två - Battle och Bloxham - redan sjösatts). Ytterligare två planerades att beställas från Fleming & Ferguson, men dessa två beställdes aldrig:
- Aberdare – byggdes av Ailsa, sjösattes i april 1918, såldes för skrotning 1946.
- Abingdon – byggdes av Ailsa, sjösattes i juni 1918, såldes för skrotning 1947.
- Albury – byggdes av Ailsa, sjösattes i november 1918, såldes för skrotning 1947.
- Alresford – byggdes av Ailsa, sjösattes i januari 1919, såldes för skrotning 1947.
- Appledore – byggdes av Ailsa, sjösattes 1919, avyttrades under mellankrigstiden.
- Badminton – byggd av Ardrossan Dry Dock, sjösatt i mars 1918, avyttrad 1928.
- Bagshot – byggdes av Ardrossan Dry Dock, sjösattes i maj 1918, avvecklades 1945, gick på en mina under bogsering utanför Korfu 1951.
- Banchory – byggdes av Ayrshire Shipbuilding Company, Irvine, sjösattes i maj 1918, avyttrades under mellankrigstiden.
- Barnstaple – byggdes av Ardrossan Dry Dock, sjösattes i maj 1919, kasserades under mellankrigstiden.
- Battle – byggdes av Dundee Shipbuilding Company, Dundee, sjösattes 1919, men lades ned i oktober 1919 och såldes (ofullständigt) för att brytas upp i mars 1922.
- Blackburn (f.d. Burnham) - byggd av Bow, McLachlan, sjösatt i augusti 1918, avvecklad under mellankrigstiden.
- Bloxham (f.d. Brixham) - byggdes av Ayrshire Shipbuilding, sjösattes 1919, men avbröts i oktober 1919 och såldes (ofullständigt) för att brytas upp den 23 oktober 1923.
- Bootle (f.d. Buckie) - byggd av Bow, McLachlan, sjösatt i juni 1919, avvecklad under mellankrigstiden.
- Bradfield – byggdes av Ayrshire Shipbuilding, sjösattes i maj 1919, avyttrades under mellankrigstiden.
- Burslem (f.d. Blakeney) - byggd av Ayrshire Shipbuilding, sjösatt i mars 1918, avyttrad under mellankrigstiden.
- Bury – byggd av Joseph R. Eltringham, South Shields, sjösatt i maj 1919, avyttrad under mellankrigstiden.
- Caerleon – byggdes av Bow, McLachlan, sjösattes i december 1918, avyttrades under mellankrigstiden.
- Camberley – byggdes av Bow, McLachlan, sjösattes i december 1918 och färdigställdes som skolfartyg.
- Carstairs (f.d. Cawsand) - byggd av Bow, McLachlan, sjösatt 1919, avvecklad under mellankrigstiden.
- Caterham – byggd av Bow, McLachlan, sjösatt i mars 1919, färdigställd som skolfartyg.
- Cheam – byggdes av Eltringham, sjösattes i juli 1919, avyttrades under mellankrigstiden.
- Clonmel (f.d. Stranraer) - byggd av Simons, sjösatt i maj 1918, avvecklad under mellankrigstiden.
- Craigie –byggdes av Clyde Shipbuilding, sjösattes i maj 1918, avyttrades under mellankrigstiden.
- Cupar (f.d. Rosslare) - byggd av McMillan, förlorad 1919.
- Derby (ex-Dawlish) - byggd av Clyde Shipbuilding, sjösatt i augusti 1918, såld för skrotning 1946.
- Dorking – byggdes av Clyde Shipbuilding, sjösattes i september 1918, avyttrades under mellankrigstiden.
- Dundalk – byggd av Clyde Shipbuilding, sjösatt i januari 1919, gick på en mina utanför Harwich den 16 oktober 1940, sjönk under bogsering följande dag.
- Dunoon – byggdes av Clyde Shipbuilding, sjösattes i mars 1919, gick på en mina och sänkt utanför Great Yarmouth 30 april 1940.
- Elgin (ex-Troon) - byggd av Simons, sjösatt i mars 1919, minerad och skrotad 1945.
- Fairfield – byggdes av Clyde Shipbuilding, sjösattes 1919, avyttrades under mellankrigstiden.
- Fareham – byggdes av Dunlop Bremner, sjösattes i juni 1918, såldes för skrotning 1948, avyttrades under mellankrigstiden.
- Fermoy – byggdes av Dundee Shipbuilding, sjösattes 1919, bombades av italienska flygplan utanför Valletta 30 april 1941, därefter 4 maj 1941, avskrivet som totalförlust.
- Faversham – byggdes av Dunlop Bremner, sjösattes i juli 1918, avyttrades under mellankrigstiden.
- Ford (f.d. Fleetwood) - byggd av Dunlop Bremner, sjösatt i oktober 1918, i handelstjänst under mellankrigstiden, rekvirerad i september 1939 som bärgningsfartyg HMS Forde, återlämnad 1947.
- Forfar – byggdes av Dundee Shipbuilding, sjösattes i november 1918, avyttrades under mellankrigstiden.
- Forres (f.d. Fowey) - byggd av Clyde Shipbuilding, sjösatt i november 1918, avyttrad under mellankrigstiden.
- Gaddesden – byggd av Eltringham, sjösatt i november 1917, såld den 4 november 1922.
- Gainsborough (f.d. Gorleston) - byggd av Eltringham, sjösatt i februari 1918, såldes i juni 1928 till Alloa Ship Breaking Company.
- Goole (ex-Bridlington) - byggd av Ayrshire Shipbuilding, sjösatt 1919, senare ombyggd till RNVR-borrfartyget Irwell, skrotad 1962.
- Gretna – byggdes av Eltringham, sjösattes i april 1919, avyttrades under mellankrigstiden.
- Harrow – byggdes av Eltringham, sjösattes i juli 1918, såldes för skrotning 1947.
- Havant – byggdes av Eltringham, sjösattes 24 mars 1919, avyttrades under mellankrigstiden.
- Huntley (f.d. Helmsdale) - byggd av Eltringham, sjösattes i januari 1919, bombades och sänktes av tyskt flyg utanför Mersa Matruh den 31 januari 1941.
- Instow (ex-Ilfracombe) - byggd av Eltringham, sjösatt i april 1919, avvecklad under mellankrigstiden.
- Irvine – byggd av Fairfield Shipbuilding and Engineering Company, Govan, sjösatt i december 1917, avyttrad under mellankrigstiden.
- Kendal – byggdes av Fairfield, sjösattes i februari 1918, avyttrades under mellankrigstiden.
- Kinross – byggdes av Fairfield, sjösattes i juni 1918, gick på en mina i Egeiska havet den 16 juni 1919.
- Leamington (ex-Aldborough) - byggd av Ardrossan Dry Dock, sjösatt i mars 1918, avvecklad under mellankrigstiden.
- Longford (f.d. Minehead) - byggd av John Harkness and Sons, Middlesbrough, sjösatt i mars 1919, avvecklad under mellankrigstiden.
- Lydd (f.d. Lydney) byggdes av Fairfield, sjösattes i december 1918, såldes för skrotning 1947.
- Mallaig – byggdes av Fleming & Ferguson, sjösattes i oktober 1918, avyttrades under mellankrigstiden.
- Malvern – byggdes av Fleming & Ferguson, sjösattes i februari 1919, avyttrades under mellankrigstiden.
- Marazion – byggdes av Fleming & Ferguson, sjösattes 1919, färdigställdes som ubåtsdepåfartyg, avyttrades under mellankrigstiden.
- Marlow – byggdes av Harkness, sjösattes i augusti 1918, avyttrades under mellankrigstiden.
- Mistley (ex-Maryport) - byggdes av Harkness, sjösattes i oktober 1918, avvecklades under mellankrigstiden.
- Monaghan (ex-Mullion) - byggdes av Harkness, sjösattes i maj 1919, avvecklades under mellankrigstiden.
- Munlochy (f.d. Macduff) - byggdes av Fleming & Ferguson, sjösattes i juni 1918, avvecklades under mellankrigstiden.
- Nailsea – byggd av A och J Inglis, Pointhouse, sjösatt i augusti 1918, avyttrad under mellankrigstiden.
- Newark (f.d. Newlyn) - byggd av Inglis, sjösatt i juni 1919, avvecklad under mellankrigstiden.
- Northolt – byggdes av Eltringham, sjösattes i juni 1918, avyttrades under mellankrigstiden.
- Pangbourne (ex-Padstow) - byggd av Lobnitz, sjösatt i mars 1918, såld för skrotning 1947
- Penarth – byggd av Lobnitz, förlorad 1919.
- Petersfield (f.d. Portmadoc) - byggd av Lobnitz, sjösatt i mars 1919, färdigställd som amiralens yacht; förliste den 11 november 1931 utanför Tung Yung Island, med chefen för China Station (amiral Sir Howard Kelly) ombord.
- Pontypool (f.d. Polperro) - byggdes av Lobnitz, sjösattes i juni 1918, avvecklades under mellankrigstiden.
- Prestatyn (f.d. Porlock) - byggdes av Lobnitz, sjösattes i november 1918, avvecklades under mellankrigstiden.
- Repton (f.d. Wicklow) - byggdes av Inglis, sjösattes 1919, avvecklades under mellankrigstiden.
- Ross (f.d. Ramsey) - byggd av Lobnitz, sjösatt 1919, såld för skrotning 1947.
- Rugby (f.d. Filey) - byggd av Dunlop Bremner, sjösatt i september 1919, avvecklad under mellankrigstiden.
- Salford (f.d. Shoreham) - byggd av Murdoch and Murray, sjösatt i april 1919, färdigställd som skolfartyg.
- Saltash - byggdes av Murdoch and Murray, sjösattes i juli 1918, såldes för skrotning 1947.
- Saltburn - byggdes av Murdoch and Murray, sjösattes i oktober 1918, förliste utanför Horse Sand Fort den 26 oktober 1945 och skrevs av som totalförlust, såldes för skrotning men förliste under bogsering 1946.
- Selkirk – byggdes av Murdoch and Murray, sjösattes i december 1918, såldes för skrotning 1947.
- Sherborne (f.d. Tarbert) - byggd av Simons, sjösatt i juni 1918, avvecklad under mellankrigstiden.
- Shrewsbury – byggdes av Napier och Miller, sjösattes i februari 1918, avyttrades under mellankrigstiden.
- Sligo – byggdes av Napier och Miller, sjösattes i mars 1918, avyttrades under mellankrigstiden.
- Stafford (f.d. Staithes) - byggd av Charles Rennoldson, South Shields, sjösatt i februari 1918, avvecklad under mellankrigstiden.
- Stoke (f.d. Southwold) - byggdes av Charles Rennoldson, sjösattes i juni 1918, bombades och sänktes av tyskt flyg utanför Tobruk den 7 maj 1941.
- Sutton (f.d. Salcombe) - byggd av Archibald McMillan and Son, Dumbarton, sjösatt i mars 1918, såld för skrotning 1947.
- Swindon – byggdes av Ardrossan Dry Dock, sjösattes 1919, avyttrades under mellankrigstiden.
- Tiverton – byggdes av Simons, sjösattes i september 1918, avyttrades under mellankrigstiden.
- Tonbridge – byggdes av Simons, sjösattes i november 1918, avyttrades under mellankrigstiden.
- Tralee – byggdes av Simons, sjösattes i december 1918, avyttrades under mellankrigstiden.
- Tring byggdes av Simons, sjösattes i december 1918, avyttrades under mellankrigstiden.
- Truro – byggdes av Simons, sjösattes i april 1919, avyttrades under mellankrigstiden.
- Wem (f.d. Walmer) - byggdes av Simons, sjösattes 1919, avyttrades under mellankrigstiden.
- Wexford – byggdes av Simons, sjösattes 1919, användes som handelsfartyg under mellankrigstiden, rekvirerades i september 1939, gick till den australiska flottan som HMAS Doomba, blev ett oljelager 1947, skrotades 1976.
- Weybourne – byggdes av Inglis, sjösattes i februari 1919, avyttrades under mellankrigstiden.
- Widnes – (f.d. Smithernsea) byggdes av Napier and Miller, sjösattes i juni 1918, bombades av tyskt flyg i Suda Bay i maj 1941, strandsattes och övergavs, bärgades som tysk eskort Uj.2109 och sänktes av jagare den 17 oktober 1943.
- Yeovil – byggdes av Napier och Miller, sjösattes i augusti 1918, avyttrades under mellankrigstiden.

### Forskningsfartyg
- Beaufort (f.d. Ambleside) - sjösattes 1919, avyttrades under mellankrigstiden.
- Collinson (f.d. Amersham) - byggd av Ailsa, sjösatt 1919, avyttrad under mellankrigstiden.
- HMS Crozier (f.d. Verwood, f.d. Ventnor) - byggdes av Simons, sjösattes 1919, överfördes till den sydafrikanska flottan och återgick till Royal Navy 1933. Användes som blockadfartyg under det spanska inbördeskriget. I tjänst som snabbt transportfartyg Capitán de corbeta Verdía i den spanska republikanska flottan. Ombyggd efter kriget som den spanska marinens skytteutbildningsfartyg Virgen de la Caridad. Såld för skrotning 1960.
- Fitzroy (f.d. Pinner, f.d. Portreath) - byggd av Lobnitz, sjösatt 1919, ombyggd till skolfartyg 1939, minröjare 1940, gick på en mina utanför Great Yarmouth 27 maj 1942.
- Flinders (ex-Radley) - byggd av Lobnitz, sjösatt 1919, ombyggd till inkvarteringsfartyg 1940, såld för skrotning 1945.
- Kellet (ex-Uppingham) - sjösatt 1919, såld för skrotning 1945.

## Källförteckning
- British and Empire Warships of the Second World War, H T Lenton, 1998, Greenhill Books, ISBN 1-85367-277-7
- Jane's Fighting Ships of World War I, Janes Publishing, 1919
- The Grand Fleet, Warship Design and Development 1906-1922, D. K. Brown, Chatham Publishing, 1999, ISBN 1-86176-099-X
- Out Sweeps! The Story of the Minesweepers in World War II Paul Lund & Harry Ludlam, W Foulsham & Co, 1978, ISBN 0-572-01011-7